# Proliga (pallavolo maschile)
La Proliga è la massima serie del campionato indonesiano di pallavolo maschile: al torneo partecipano sette squadre di club indonesiane e la squadra vincitrice si fregia del titolo di campione d'Indonesia.

## Albo d'oro
| Anno          | Podio                | Podio                | Podio                |
| Campione      | Seconda              | Terza                |                      |
| ------------- | -------------------- | -------------------- | -------------------- |
| 2002 Dettagli | Bandung Tectona      | Surabaya Samator     | Jakarta Bank DKI     |
| 2003 Dettagli | Jakarta BNI          | Surabaya Samator     | Yuso Yogyakarta      |
| 2004 Dettagli | Surabaya Samator     | Bandung Tectona      | Yuso Yogyakarta      |
| 2005 Dettagli | Jakarta BNI          | Jakarta Bank DKI     | Surabaya Samator     |
| 2006 Dettagli | Jakarta BNI          | Surabaya Samator     | Bandung Tectona      |
| 2007 Dettagli | Surabaya Samator     | Jakarta BNI          | Yuso Yogyakarta      |
| 2008 Dettagli | Jakarta Sananta      | Jakarta BNI          | Yuso Yogyakarta      |
| 2009 Dettagli | Surabaya Samator     | Jakarta Sananta      | Palembang BSB        |
| 2010 Dettagli | Jakarta BNI          | Surabaya Samator     | Jakarta Sananta      |
| 2011 Dettagli | Palembang BSB        | Jakarta Sananta      | Surabaya Samator     |
| 2012 Dettagli | Jakarta BNI          | Semarang Bank Jateng | Jakarta Pertamina    |
| 2013 Dettagli | Palembang BSB        | Jakarta BNI          | Surabaya Samator     |
| 2014 Dettagli | Surabaya Samator     | Jakarta Pertamina    | Jakarta Elektrik PLN |
| 2015 Dettagli | Jakarta Elektrik PLN | Surabaya Samator     | Jakarta Pertamina    |
| 2016 Dettagli | Surabaya Samator     | Jakarta BNI          | Jakarta Pertamina    |
| 2017 Dettagli | Jakarta Pertamina    | Palembang BSB        | Jakarta BNI          |
| 2018 Dettagli | SBS                  | Palembang BSB        | Jakarta Pertamina    |
| 2019 Dettagli | SBS                  | Jakarta BNI          | Jakarta Pertamina    |
| 2020 Dettagli | Non assegnato        | Non assegnato        | Non assegnato        |
| 2021          | Non disputato        | Non disputato        | Non disputato        |
| 2022 Dettagli | Bogor LavAni         | Surabaya BIN Samator | Jakarta BNI          |
| 2023 Dettagli | Jakarta LavAni       | Jakarta Bhayangkara  | Jakarta STIN BIN     |

## Palmarès
| Squadra              | Titolo | Stagione                                 |
| -------------------- | ------ | ---------------------------------------- |
| Surabaya BIN Samator | 7      | 2004, 2007, 2009, 2014, 2016, 2018, 2019 |
| Jakarta BNI          | 5      | 2003, 2005, 2006, 2010, 2012             |
| Palembang BSB        | 2      | 2011, 2013                               |
| Jakarta LavAni       | 2      | 2022, 2023                               |
| Bandung Tectona      | 1      | 2002                                     |
| Jakarta Sananta      | 1      | 2008                                     |
| Jakarta Elektrik PLN | 1      | 2015                                     |
| Jakarta Pertamina    | 1      | 2017                                     |